# 臺中市商圈列表
臺中市商圈有許多主題商圈，其中最知名的商圈為逢甲商圈與一中商圈；以下羅列臺中市成立商圈聯誼會、經濟部輔導的商圈以及其他商圈。

## 台中市商圈聯誼會
- 中區 自由路商圈
- 中區 電子街商圈
- 中區 繼光街商圈
- 中區 自由路五金電科商圈
- 西區 美術園道商圈
- 西區 精明一街商圈
- 西區 大隆路商圈
- 北區 一中商圈：主要範圍以三民路、太平路及育才街為主，鄰近中友百貨、國立臺中科技大學、臺中一中，且此商圈有不少補習班、漫畫空間複合式休閒館聚集，所以此商圈是臺中市高中生人潮最多的商圈。
- 北區 天津路服飾商圈
- 西屯區 逢甲商圈：主要範圍以文華路、福星路、逢甲路為主，臨近逢甲大學及僑光科技大學，目前約有一千五百多家登記有案的攤販和商店，競爭激烈。
- 北屯區 大坑商圈
- 北屯區 昌平皮鞋商圈
- 新社區 新社商圈
- 龍井區 東海藝術街商圈
- 谷關區 谷關商圈
- 豐原區 豐原廟東復興商圈
- 梧棲區 台中港梧棲商圈
- 太平區 太平樹孝商圈
- 大里區 大里中興商圈
- 大甲區 大甲鎮瀾觀光商圈
- 后里區 后里泰安商圈
- 東勢區 東勢商圈
- 烏日區 烏日商圈

## 經濟部形象商圈
- 臺中港舶來品商圈
- 烏日啤酒商圈
- 東勢區形象商圈
- 霧峰樹仁商圈
- 和平谷關形象商圈
- 泰安商圈
- 新社魅力商圈
- 豐原廟東復興商圈

## 自成商圈[2]
- 市政商圈
- 公益路商圈
- 中科商圈
- 忠孝夜市
- 廟東夜市
- 中華路夜市
- 東海別墅商圈
- 霧峰中正路商圈
- 崇德商圈

## 群聚型街道
- 自由路二段：糕餅
- 三民路二、三段：婚紗與結婚相關產業
- 昌平路：皮鞋
- 天津路：成衣
- 環中路：傢俱
- 公益路、黎明路、精誠路：火鍋燒烤
- 學府路：台灣牛肉麵
- 北平路：台灣外省人料理
- 新社協中街：香菇
- 四維街：茶

## 資料來源
1. ↑  臺中市各商圈管理委員會聯絡資料 （页面存档备份，存于），臺中市政府經濟發展局
2. ↑  臺中市政府觀光旅遊局－大台中觀光旅遊網，魅力商圈 的存檔，存档日期2011-04-08.

## 外部連結
- 臺中市政府經濟發展局－商店街發展
- 臺中市政府觀光旅遊局－大台中觀光旅遊網 （页面存档备份，存于）
- 台中8大商圈 - 玩台中旅遊網 （页面存档备份，存于）